# Házení plyšáků na led

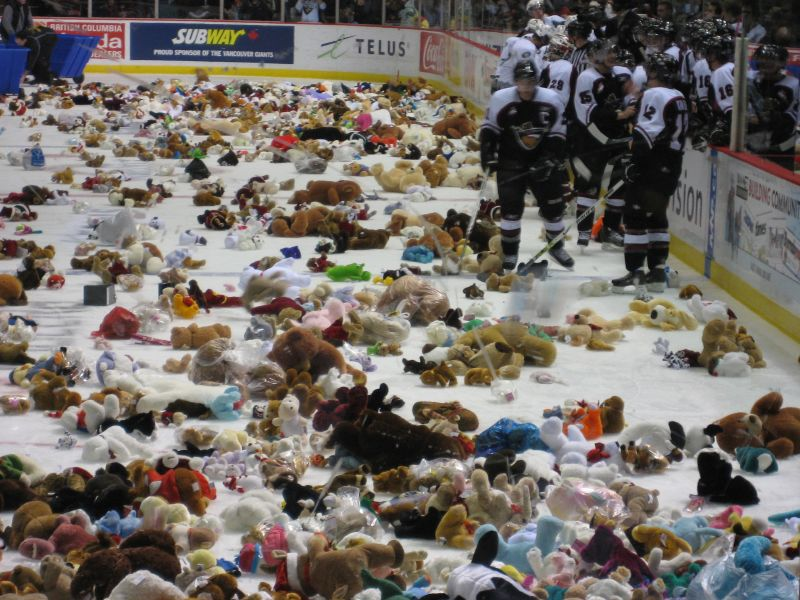
Ledová plocha pokrytá plyšovými hračkami při zápase Vancouver Giants, 2006

Házení plyšových medvědů na ledovou plochu (anglicky Teddy bear toss) je každoroční sbírková akce, která je populární hlavně v severoamerických nižších a juniorských ligách ledního hokeje. Diváci jsou vyzváni přinést plyšové medvědy a jiná zvířata na předem určený zápas a na smluvený signál – tradičně první gól vstřelený domácím týmem – jimi zasypou ledovou plochu. Plyšáci jsou sesbíráni a darováni do nemocnic a charitativním organizacím. Samotní hráči obvykle osobně předávají část darů v nemocnicích.
Poprvé se akce uskutečnila 5. prosince 1993, když bylo tímto způsobem na stadionu juniorského klubu Kamloops Blazers darováno přes 2 400 plyšáků. Od té doby se tradice rychle rozšířila, nejdříve napříč kanadskými juniorskými soutěžemi, a následně i do Spojených států, Evropy a Austrálie. V Česku akci pravidelně pořádá například Ústecký Slovan pod názvem „Plyšákománie“. Zatím nejvíce plyšáků – přes 102 tisíc – bylo najednou hozeno 5. ledna 2025 na zápase domácích Hershey Bears. Kvůli jejich odklízení se zápas zdržel o 45 minut. Stejný tým držel řadu předchozích rekordů: 75 tisíc v roce 2024, 67 tisíc v roce 2023, a 52 tisíc v roce 2022. Od roku 2001 tento klub vybral celkem 566 tisíc plyšáků.
V hokejové sezóně 2020/21, která proběhla bez diváků nebo se vůbec neodehrála, zorganizovalo několik klubů sbírku mimo stadion, kam fanoušci přijeli položit či „pohodit“ darované hračky. Fanoušci Erie Otters například takto darovali téměř 900 plyšáků a tým Hershey Bears jich vybral přes 31 tisíc.